# Mike Leigh
Mike Leigh (* 20. února 1943 Salford) je anglický dramatik, scenárista a filmový a televizní režisér. Na plátna jako režisér vstoupil již roku 1971 adaptací vlastní divadelní hry Bleak Moments, ovšem poté se dlouhá léta věnoval jen režii televizní. Jeho dalším celovečerním filmem byla až satirická "protithatcherovská" komedie Velká očekávání z roku 1988. Jeho nejúspěšnějším filmem jsou Tajnosti a lži z roku 1997, které byly nominovány na pět Oscarů (včetně režie a nejlepšího filmu), získaly tři ceny BAFTA (včetně nejlepšího filmu a ceny za původní scénář pro Leigha osobně), Zlatou palmu v Cannes, Cenu losangeleských filmových kritiků či francouzského Césara za nejlepší zahraniční film. Za režii černé komedie Nahý z roku 1993 získal Leigh cenu na festivalu v Cannes. Drama Vera Drake - Žena dvou tváří (2004) získalo Zlatého lva na festivalu v Benátkách a cenu BAFTA za režii.